# Eleven (Tina Arena)
Eleven è l'undicesimo album in studio della cantante australiana Tina Arena, pubblicato nel 2015.

## Tracce
1. Unravel Me – 4:27
2. Overload – 3:23
3. I Want to Love You – 5:14
4. Colours – 3:54
5. Not Still in Love with You – 3:57
6. When You're Ready – 3:40
7. Wouldn't Be Love If It Didn't – 3:52
8. Magic – 3:31
9. Lie in It – 4:00
10. Karma – 4:41
11. Love Falls – 4:01

Ed. Deluxe - Tracce bonus
1. Heaven – 3:38
2. No Filter – 3:58
3. Walk with You – 3:40